# Comuna Dvireț, Izeaslav
Dvireț (în ucraineană Двірець) este o comună în raionul Izeaslav, regiunea Hmelnîțkîi, Ucraina, formată din satele Bilîjînți și Dvireț (reședința).

## Demografie
Componența lingvistică a comunei Dvireț
     Ucraineană (99,13%)
     Alte limbi (0,75%)
Conform recensământului din 2001, majoritatea populației comunei Dvireț era vorbitoare de ucraineană (99,13%), existând în minoritate și vorbitori de alte limbi.